# Македонска патриотична организация „Тодор Александров“ (Норт Фицрой)
Македонската патриотична организация „Тодор Александров“ е секция на Македонската патриотична организация в Норт Фицрой, Австралия. Вероятно е наследник на две различни секции на организацията.
Първата основана в Мелбърн е тази от Павел Яневски от Горно Каленик през декември 1934 година. Събира пари за бащата на основателя Павел Тодор Яневски, затворен в Еди Куле и ги препраща към него чрез ЦК на МПО. Към 7 февриари 1938 година продължава кореспонденцията си с ЦК на МПО.
Втората основана в Мелбърн е тази от Христо Аврамов от Неред през 1936 година в дома на Атанас Нанов от същото село. През 1937 година член на организацията е и Ристо Алтин, но скоро след това я напуска. П. Гиондев е избран за секретар на дружеството, а Атанас Наумов е ковчежник.
През 1993 година дружеството участва на общото събрание на МПО по повод 100-та годишнина от учредяването на ВМОРО. Тогава неин председател е д-р Джордж Филипу.